# Hamada (pistola)
La Type Hamada (浜田式?, Hamada shiki) era una pistola semiautomatica usata dall'Impero giapponese durante la seconda guerra mondiale. Sviluppata da Bunji Hamada nel 1941, l'arma era basata sulla Browning Model 1910. La produzione terminò nel febbraio 1944.

## Storia
L'importazione di armi straniere in Giappone cessò nel 1941, accrescendo così le necessità di produzione domestica e di totale nazionalizzazione dei materiali necessari per la produzione delle armi>. Bunji Hamada dovette così interrompere la produzione di armi da caccia e fondò la Manifattura di armi giapponese (日本銃器株式会社?, Nippon Juki Kabushiki-gaisha), iniziando la produzione della pistola "Type Hamada". Inizialmente il modello Hamada Type 1 venne concepito come alternativa più economica e affidabile della Type 14, che si era fatta una cattiva reputazione tra i militari nipponici. La pistola fu progettata come copia della Model 1910 e camerata per la cartuccia 7,65 × 17 mm Browning, essendo le pistole di piccolo calibro europee ed americane molto popolari tra gli ufficiali del Sol Levante. Circa 5 prototipi della pistola furono testati dall'Ufficio armamenti prima dell'approvazione della sua adozione, avvenuta nel 1941. La pistola divenne rapidamente popolare come arma da fianco presso la Forza navale speciale da sbarco e grossi quantitativi furono inviati alle forze d'occupazione in Cina e nelle isole del Pacifico.
La Hamada, pur venendo ufficialmente acquisita dalle forze armate imperiali, non ricevette la tradizionale denominazione Type 1 (一式?, Isshiki), legata all'anno anno imperiale di adozione 2601, corrispondente al 1941 del calendario gregoriano (come invece successe per la Type 14 e per il revolver Type 26). La maggioranza delle pistole fu inviata con l'Esercito imperiale giapponese in Cina e alcune apparvero anche sul fronte sud-occidentale del Pacifico. Poiché tutti i registri di produzione andarono distrutti durante la guerra in seguito ai raid aerei si stima una produzione complessiva oscillante tra i 4 500 e i 5 000 pezzi.

## Tecnica
La Hamada è una pistola con chiusura a massa battente; l'azione è una copia fedele della Browning Model 1910. La differenza progettuale più significativa è la sostituzione delle alette di bloccaggio della canna con un innesto a coda di rondine. Il blocco del castello e il gruppo di scatto furono modificati e brevettati nel 1943. La pistola mantenne un'elevata qualità costruttiva per tutta la durata della sua produzione, con un'ottima bluitura; la sicura, la parte posteriore del castello e l'estrattore erano rinvenuti a caldo a un colore rossastro-marrone; la canna, il percussore e il meccanismo di sparo erano lucidati.
La Hamada Type 2 (dall'anno imperiale 2602, il 1942 gregoriano), era un adattamento della pistola originale al calibro 8 × 22 mm Nambu. L'arma non fu subito accettata, probabilmente a causa di tensioni fra gli organi tecnici dell'esercito e la mentalità non militare di Hamada e delle sue armi. L'adozione ufficiale da parte dell'esercito imperiale avvenne nel giugno 1943, dopo diverse serie di prove e modifiche richieste dall'Istituto di ricerca tecnica dell'esercito. Si trattava essenzialmente di una versione ingrandita della Type 1, con canna allungata, minore angolazione dell'impugnatura e capacità del caricatore ridotta a 6 colpi. Esternamente si distingue facilmente dalla sorella minore grazie alle due fresature semicircolari sul dorso della parte posteriore del carrello, per ridurne il peso.

## Varianti
Tutte le pistole superstiti conosciute hanno il numero di serie compreso tra 2 214 e 2 959; tale ridotto ventaglio può essere dovuto al ridotto numero di esemplari inviati nel teatro del Pacifico, dove i soldati statunitensi le catturarono. Si conoscono otto varianti delle pistole Hamada, che differiscono per pochi particolari quali il numero dei rilievi per impugnare la parte posteriore del carrello, l'intaglio delle guancette in legno di noce, lo stile delle marcature di serie, la posizione dell'anello porta-correggiolo, la forma della slitta presso la volata.

## Fondina
La Hamada veniva fornita solitamente in una fondina in pelle di vacchetta, con elementi di chiusura in metallo nero. A causa della lunghezza del caricatore da 9 colpi, la Hamada non poteva essere accolta nelle fondine di armi simili come la Model 1910.